# Městský hřbitov v Jablonci nad Nisou
Městský hřbitov v Jablonci nad Nisou je hlavní městský hřbitov v Jablonci nad Nisou. Nachází se na severním okraji centra města, v ulici Hřbitovní.

## Historie

### Vznik
Hřbitov byl vystavěn roku 1899 na velkém pozemku na okraji Jablonce jako nový městský hřbitov náhradou za rušená pohřebiště blíže centru města. Vstup tvoří neoklasicistní brána s přilehlými zrcadlově umístěnými přízemními budovami, kde se nachází hřbitovní kaple a zázemí hřbitovní správy. Areál byl slavnostně otevřen v sobotu 1. července 1899, v deset hodin dopoledne, za účasti starosty města Adolfa Posselta a stavitele Johanna Schwalma. První pohřbenou zde byla hned následující den sedmnáctiletá Marie Bauerová.
Od roku 1882 fungoval ve městě též nový židovský hřbitov.
Podél zdí areálu je umístěna řada hrobek významných obyvatel města. Pohřbeni jsou na hřbitově i vojáci a legionáři bojující v první a druhé světové válce.

### Po roce 1945
S odchodem téměř veškerého německého obyvatelstva města v rámci odsunu Sudetských Němců z Československa ve druhé polovině 40. let 20. století zůstala řada hrobů německých rodin opuštěna a bez údržby.
V Jablonci nad Nisou se nenachází krematorium, ostatky zemřelých jsou zpopelňovány povětšinou v Liberci či v Semilech.

## Osobnosti pohřbené na tomto hřbitově
- Josef Barth (poslanec Říšské rady) (1869–1910) – českoněmecký a rakouský politik, poslanec Říšské rady
- Josef Pfeiffer (1808–1869) – český podnikatel a politik, v 2. pol. 19. stol. starosta města
- Adolf Pfeiffer (1818–1895) – továrník
- Benno Rössler (1931–2014) – katolický kněz a disident
- Oldřich Hodač (1916–1996) – katolický kněz
- JUDr. Karel Kral (1839–1899) – advokát a městský radní
- Josef Scheibler – majitel hutí a mecenáš
- Hrobka rodiny Schlevogtovy – výrobci skla